# Belgische federale verkiezingen 2003/Kandidatenlijsten/Vlaams Blok
Dit zijn de kandidatenlijsten van het Vlaams Blok voor de Belgische federale verkiezingen van 2003. De verkozenen staan vetgedrukt.

## Antwerpen

### Effectieven
1. Gerolf Annemans
2. Alexandra Colen
3. Jan Mortelmans
4. Guido Tastenhoye
5. Frank Creyelman
6. Lut Cateau
7. Geert Van Cleemput
8. Nancy Caslo
9. Sandra Smet
10. Christel Luyckx
11. Ilse Van Echelpoel
12. Staf Neel
13. John Spinnewyn
14. Lydia De Wilde
15. Rosa Van Cleempoel
16. Staf Wouters
17. Ghislaine Peleman
18. Maria Geuens-Luyten
19. Astrid Verbert
20. Chris Colman
21. Jan Zander
22. Francis Dox
23. Rob Verreycken
24. Filip Dewinter

### Opvolgers
1. Luc Sevenhans
2. Paul Meeus
3. Christel Uytdewilgen
4. Francis Wouters
5. Annemie Claus-Van Noten
6. Lieve Driesen
7. Anny Vollebergh-Van Aeken
8. Luc Vercammen
9. Nancy Vaerewyck
10. Hans Verreyt
11. Jan Vansant
12. Martine Van Nieuwenhuysen-Neckebroeck
13. Koen Dillen

## Brussel-Halle-Vilvoorde

### Effectieven
1. Filip De Man
2. Bart Laeremans
3. Nele Van Den Brulle
4. Carine Lootens-Stael-Van Mol
5. Jörgen Noens
6. Walter Couder
7. Walter Stevens
8. Monique Moens
9. Pierre Verelst
10. Jean-Pierre Verbinnen
11. Joris Van Asch
12. Patricia Van Broeckhoven
13. Nadine Motten
14. Mich Van Hauthem-Leclercq
15. Tom Schelfhout
16. Else Lejeune
17. Gerda Veldeman
18. Hélène Van der Auwera-Tuytschaevers
19. Lisette Delebecque
20. Bert De Smedt
21. Sabien Claeys-Schapdryver
22. Johan Demol

### Opvolgers
1. Bart Laeremans
2. Raymond De Roover
3. An Michiels
4. David Van Hecke
5. Rita Van Dam
6. Mari Gomez
7. Léon Claeys
8. Mireille Buyse
9. Maria De Berlangeer-Lichtert
10. Jef van den Bosch
11. Jeannine Vankrunkeveld
12. Lode De Smedt

## Henegouwen

### Effectieven
1. Luc Van Nieuwenhuysen
2. Monique De Gryze
3. Patricia Vatlet
4. Wilfried Aers
5. Marleen Van den Eynde
6. Roland Van Goethem
7. Goedele Van Haelst
8. Jan Lievens
9. Geert Vander Roost
10. Carola De Brandt
11. Luc Dieudonné
12. Sandy Neel
13. Stijn Hiers
14. Kim Brooks
15. Henri Colson
16. Christel Crauwels
17. Ellen Samyn
18. Dominiek Lootens-Stael
19. Roger Bouteca

### Opvolgers
1. Ludo Leen
2. Peter Lemmens
3. Ann De Prins
4. Wim Wienen
5. Anita Dirken
6. Hilde Baete
7. Caroline Drieghe
8. Dirk Aras
9. Marina Rothmayer
10. Martine Van Winkel
11. Erik Arckens

## Leuven

### Effectieven
1. Hagen Goyvaerts
2. Maggy Lamine-Weemaes
3. Johny Van Stiphout
4. Kim Beutels
5. Anita Uyttebroek
6. Anna Vleminckx-Jughters
7. Felix Strackx

### Opvolgers
1. Wim Van Dijck
2. Nico Creces
3. Nancy Roskams
4. Ivo Billen
5. Irène Penninckx
6. Tamara Verbiest

## Limburg

### Effectieven
1. Bert Schoofs
2. Marleen Govaerts
3. John Vrancken
4. Sandra Emonds
5. Ludo Lespoix
6. Fabienne Poncelet
7. Chris Du Bois
8. Mirella Pipeleers
9. Jozef Cornelissen
10. Mia Daenen
11. Ilvy de l'Arbre
12. Jean Geraerts

### Opvolgers
1. Rita Caubergs-Keunen
2. Hilde Bartolomivis
3. Danny Zizzari
4. Richard Moulckers
5. Ria Gijbels
6. Jos Drykoningen
7. Thieu Boutsen

## Oost-Vlaanderen

### Effectieven
1. Francis Van den Eynde
2. Guy D'haeseleer
3. Gerda Van Steenberge
4. Jaak Van Den Broeck
5. Daniël De Knijf
6. Marjan Van Den Eynde
7. Erik Hebbelijnck
8. Kristina Colen
9. Mia Wauters
10. Ann Spitaels
11. Bruno Stevenheydens
12. Wis Versyp
13. Stefaan Van Gucht
14. Marino De Veirman
15. Kathleen Van Impe
16. Marie-Jeanne Mathijs
17. Janice Laureyssens
18. Maurice Claerhout
19. An Inghelram
20. Erik Tack

### Opvolgers
1. Ortwin Depoortere
2. Aernout De Maertelaere
3. Nele Jansegers
4. Rita Vande Velde
5. Cathy Alens-Impens
6. Wilfried De Metsenaere
7. Kristof Slagmulder
8. Veronika Koekhoven
9. Gabi Tollenaere-De Boever
10. Frans Wymeersch
11. Julien Librecht

## West-Vlaanderen

### Effectieven
1. Frank Vanhecke
2. Koen Bultinck
3. Agnes Bruyninckx-Vandenhoudt
4. Rik Baert
5. Marleen D'Hondt
6. Ria Gadeyne
7. Pol Denys
8. Johan Sanders
9. Raymonde Vanden Heede-Platteeuw
10. Rika Buyse
11. Dorine Demeulemeester
12. Reinhilde Castelein
13. Valérie Seyns
14. Guido Blancke
15. Christian Verougstraete
16. Herman De Reuse

### Opvolgers
1. Frieda Van Themsche
2. Stefaan Sintobin
3. Joseph Devoldere
4. Arnold Bruynooghe
5. Suzanne Lacombe-Verbeest
6. Reinhart Madoc
7. Betty Delgouffe-Lauwerijs
8. Ann Pauwaert
9. Claude Lecointre

## Senaat

### Effectieven
1. Frank Vanhecke
2. Wim Verreycken
3. Anke Van dermeersch
4. Jurgen Ceder
5. Frank Creyelman
6. Annemie Peeters-Muyshondt
7. Karim Van Overmeire
8. Ilvy de l'Arbre
9. Nadia Van Beughem
10. Johan Deckmyn
11. Carine Montens-Maes
12. George Ver Eecke
13. Hilde De Lobel
14. Joris Van Hauthem
15. Bieke Smout-Ceuppens
16. Anne Van Hoof
17. Marie-Therese Van Laer
18. Frédéric Erens
19. Mieke Langmans-De Bats
20. Dieter Van Parys
21. Marie-Elise Leemans
22. Baldwin Vandenbulcke
23. Marleen Govaerts
24. Johan Demol
25. Filip Dewinter

### Opvolgers
1. Jurgen Ceder
2. Yves Buysse
3. Nele Jansegers
4. Wim Van Dijck
5. Kristina Colen
6. Lena Van Boven
7. Annemie Claus-Van Noten
8. Daniel De Keyser
9. Guido Vergult
10. Lutgarde Pinxten
11. Georgette De Rijcke-Deman
12. Pieter Huybrechts
13. Marc Joris
14. Marijke Dillen